# Chlorocnemis nigripes
Chlorocnemis nigripes là một loài chuồn chuồn kim thuộc họ Protoneuridae. Loài này có ở Cameroon, Cộng hòa Trung Phi, Cộng hòa Dân chủ Congo, Guinea Xích Đạo, Nigeria, và Uganda. Môi trường sống tự nhiên của chúng là rừng ẩm vùng đất thấp nhiệt đới hoặc cận nhiệt đới và suối nước ngọt.